# Henriettea caudata
Henriettea caudata är en tvåhjärtbladig växtart som först beskrevs av Henry Allan Gleason, och fick sitt nu gällande namn av Penneys, Michelangeli, Judd och Frank Almeda. Henriettea caudata ingår i släktet Henriettea och familjen Melastomataceae. Inga underarter finns listade i Catalogue of Life.